# DC Studios
DC Studios (раніше відома як DC Films) — американська кіно-, теле- та анімаційна студія, яка є підрозділом Warner Bros., яка своєю чергою є дочірньою компанією Warner Bros. Discovery. Присвячена створенню фільмів, серіалів і анімацій, заснованих на персонажах коміксів DC Comics, серед яких їх головними франшизами студії є Розширений всесвіт DC (2013–2023) та Всесвіт DC (з 2025). 1 листопада 2022 року посади президентів студії обійняли Джеймс Ґанн і Пітер Сафран, які перейменували компанію з DC Films на DC Studios. До них цю посаду з 2018 року мав Волтер Хамада.
Фільми студії «Аквамен» (2018) і «Джокер» (2019) увійшли до 50 найкасовіших фільмів усіх часів, а «Джокер» став першим фільмом із рейтингом R, який зібрав понад 1 мільярд доларів США. Окрім Всесвіту DC, студія також брала участь у виробництві інших франшиз з персонажами DC Comics, які перевищили 1 мільярд доларів США в касових зборах у Північній Америці, включаючи франшизи про Супермена, Бетмена та Диво-жінку.

## Передумови

### Національна епоха
Під час Національної ери DC компанія ліцензувала Супермена, Бетмена та Чудо-жінку (та інших персонажів загальноамериканських коміксів) компаніям Republic Pictures, Paramount Pictures, 20th Century Fox і Columbia Pictures для рекламування серіалів, короткометражних і художніх фільмів. Інші персонажі коміксів, такі як Fawcett Comics, Shazam і Quality Comics' Plastic Man (який зрештою був проданий DC), також мали короткометражний серіал.

### Епоха Warner Communications
Після виходу першого повнометражного фільму про Бетмена, Kinney National Company (пізніше Warner Communications) придбала National Comics Publications у 1967 році, а потім Warner Bros.-Seven Arts у 1969 році. Ця покупка означала, що телевізійна та театральна дистрибуція коміксів була передана Warner Bros., що призвело до запуску фільмів і телесеріалів, заснованих на персонажах DC. Наприкінці 1980-х Warner Bros. придбала повні права на розповсюдження після виходу фільмів про Супермена та Болотяну істоту. Фільми про Бетмена знову ознаменували повернення на великий екран.

## Історія

### DC Films
Після суперечливого сприйняття фільму «Бетмен проти Супермена: На зорі справедливості» Warner Bros. Pictures зробили кроки, щоб стабілізувати напрямок Розширеного всесвіту DC. У травні 2016 року студія була реорганізована, щоб отримати відповідальних за жанри фільмів, тому фільми франшизи DC Entertainment під керівництвом Warner Bros. були передані в новостворений підрозділ DC Films, створений під керівництвом виконавчого віце-президента Warner Bros. Джона Берга та директора з контенту DC Comics Джефф Джонс. Це було зроблено в надії на пряму конкуренцію з Marvel Cinematic Universe Marvel Studios. Джон також зберіг свою поточну роль у DC Comics. Однак формування відділу не було розроблено для того, щоб відмінити мандат, керований директором.

## Дивись також
- DC Entertainment
- Список фільмів за коміксами DC Comics
- Marvel Studios